# ツノホコリ類
ツノホコリ類 (英: ceratiomyxids) はアメーボゾアに属する原生生物の1群であり、ツノホコリ属 (ツノホコリカビ属、Ceratiomyxa) を含む。ツノホコリ属は変形菌として扱われることが多かったが、原生粘菌との類似性も指摘され、これに含めることもあった。2020年現在では、ツノホコリ属は原生粘菌の一部 (Clastostelium, Protosporangium) に近縁であることが明らかとなっており、これらをまとめてツノホコリ綱 (学名: Ceratiomyxea、Ceratiomyxomycetes) に分類することが提唱されている。ツノホコリ綱は、おそらく変形菌綱の姉妹群である。
ツノホコリ属は腐朽木上などに肉眼視できる大きさのゼラチン質の子実体 (担子体) を形成し (右図)、その表面に1個ずつ胞子をつけた柄が多数生じる。ツノホコリ属の栄養体は、多核アメーバ体である大きな変形体である。Clastostelium や Protosporangium は単細胞性アメーバであり、柄の先端に数個の胞子をつけた微細な子実体を形成する。

## 特徴
ツノホコリ属 (Ceratiomyxa) の子実体は、円柱状、樹状、またはハチの巣状の半球形であり、ゼラチン質で柔らかい (上図、下図)。個々の子実体の大きさは基本的に数mm程度であるが、ふつう群生するため目立ち、塊状のものは幅 20 cm 以上に達することもある。色は白色のものが多いが、黄色のものや桃色、青色のものもいる (下図)。細胞外基質からなる子実体の表面に多数の柄 (長さ5–20 µm) が生じ、その先端に1個ずつ胞子がつく (下図1d, 2)。胞子は透明から白色、大きさは 6–10 x 7–15 µm、表面は平滑である。このように、ツノホコリ属は胞子を外生する点で典型的な変形菌とは大きく異なる (変形菌では胞子嚢 (子嚢) の中に多数の胞子を内生する)。そのためツノホコリ属の子実体は担子体 (sporophore) ともよばれる。

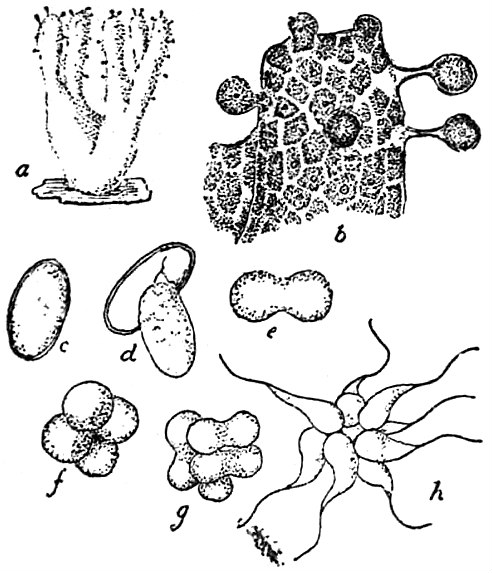
2. ツノホコリの子実体 (a)、柄を伴う胞子を示す表面拡大図 (b)、 胞子 (c) の発芽から8細胞期の過程 (d–h).

ツノホコリ属の胞子は形成過程では単核 (1個の核をもつ) であるが、後に連続した核分裂によって4核になる。この過程は減数分裂であると考えられている (下記参照)。胞子は早落性であり、風散布される。胞子から発芽した4核の細胞 (しばしば細長い糸状) は、1回の核分裂とそれに続く細胞質分裂を経て8細胞を形成する (図2d–h)。この細胞は鞭毛細胞であるが、鞭毛を失ってアメーバ細胞になることもある。鞭毛細胞はおそらく配偶子として機能し、融合して接合子となる。接合子は細胞質分裂を伴わない核分裂を繰り返して変形体に発達すると考えられているが、その過程は明らかではない。変形体は網状で薄く、透明または白色 (まれに黄色)、比較的大きい (〜1 m) (下図3b)。変形菌に典型的な、逆転する原形質流動は示さない。変形体は細菌などを捕食性て成長し、やがて子実体 (担子体) を形成する (下図3c, d)。
Clastostelium や Protosporangium の子実体 (sporopcarp) は非常に微小であり、1個の柄と数個の胞子のみからなる。Clastostelium の柄は基部と上部の2部構造からなり、湾曲した上部が膨張、破裂することで胞子を射出する。胞子はふつう2個が並列、発芽して分裂し、それぞれ鞭毛細胞を2個形成する。細胞はすぐに鞭毛を失い、単核または複数の核をもつアメーバ細胞が栄養体になる。Protosporangium の子実体はときに関節をもち、胞子は非早落性、柄の先端に2–4個 (ときにそれ以上) の胞子がつく。胞子の発芽やアメーバ細胞は、Clastostelium に類似している。
ツノホコリ属と Protosporangium では胞子形成時にシナプトネマ複合体が観察されており、減数分裂を行っていると考えられている。ツノホコリ綱では、胞子は2または4個の核をもつことが多く、発芽後にすぐ分裂して複数の鞭毛細胞を形成する。鞭毛細胞は細胞頂端から生じる2本の不等鞭毛 (長い前鞭毛と短い後鞭毛) をもつ。鞭毛の基底小体は核に近接しており、鞭毛装置において、微小管性鞭毛根のR3は2本の微小管からなる。鞭毛細胞の細胞表面は、先端が分枝した繊維構造で覆われている。鞭毛細胞はその後分裂せず、アメーバ細胞になると考えられている。

## 生態

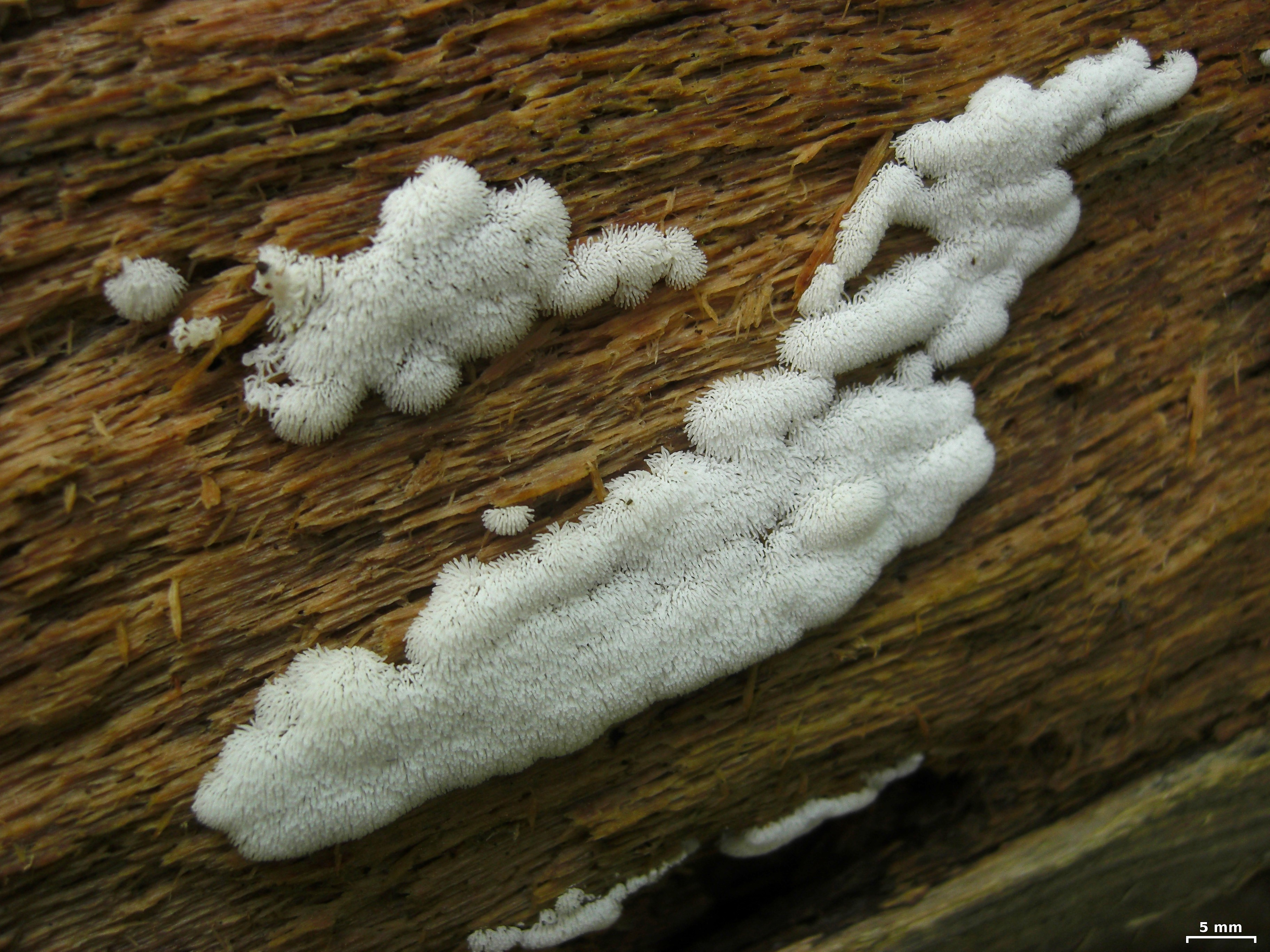
倒木上のツノホコリの子実体.

ツノホコリ属の子実体はふつう腐朽した倒木上、まれに生木や落葉上に生じる (右図)。とくにツノホコリ (Ceratiomyxa fruticulosa) は、日本を含む世界各地で最もふつうに見られる粘菌である。春から秋に見られるが、特に梅雨明けから夏に多い。ツノホコリ属の培養は難しく、成功していない (2017年現在)。
Protosporangium はふつう生木の樹皮上から報告されているが、倒木や枯れ葉から見つかることもある。Clastostelium はまれであり、植物体上の枯れ葉や落葉から報告されている。

## 系統と分類
ツノホコリ属は古くから知られていた生物であり、大型の変形体をもち、そこから大型の子実体を形成するため、変形菌に分類されていた。しかし子実体がゼラチン質であり、胞子を外生する点で他の変形菌とは大きく異なる。そのため、外生胞子亜綱 (Exosporeae) やツノホコリ亜綱 (学名: Ceratiomyxomycetidae) として他の変形菌と分けられることが多かった。
また1960年代より、柄と1〜数個の胞子のみからなる微小な子実体を形成するアメーバ類である原生粘菌が認識されるようになった。ツノホコリ属の子実体 (担子体) 表面には1個の胞子をつけた柄が多数形成されるが、この構成要素は原生粘菌の子実体 (sporocarp) に類似しており、ツノホコリ属は特殊化した (巨大化した) 原生粘菌であるとも考えられるようになった。
しかし原生粘菌は、当初から変形菌やタマホコリカビ類の祖先的な生物群として考えられており、単系統群であると考えられていたわけではない (一部の原生粘菌は変形菌などにより近縁であると考えられていた)。アメーバ細胞の形態や微細構造学的特徴から、原生粘菌はいくつかの系統群に分けられると考えられていたが、そのうちツノホコリ属は、Protosporangium や Clastostelium とともに系統群を構成していると考えられ、この系統群は Group Va とよばれていた。形態形質からは、原生粘菌の中で Group Va が変形菌に最も近縁であることが示唆されていた。
その後、2010年以降の分子系統学的研究より、原生粘菌が複数の系統群からなることが確認され、そのうち Group Va (ツノホコリ属、Protosporangium、Clastostelium) が変形菌の姉妹群であることが示された。この系統群に対しては、プロトスポランギウム目 (学名: Protosporangiida) の名が与えられていたが、ツノホコリ属をあわせてツノホコリ綱 (学名: Ceratiomyxea、Ceratiomyxomycetes)、ツノホコリ目 (学名: Ceratiomyxida、Ceratiomyxales) に分類することが提唱されている。2017年現在、ツノホコリ綱には3属9種が知られる。
| ツノホコリ類の種までの分類体系の一例 (綱、目、科の学名は国際動物命名規約におけるものを主とし、[ ]内に国際藻類・菌類・植物命名規約におけるものを示している) - アメーボゾア門 Amoebozoa Cavalier-Smith, 1998 - コノーサ亜門 Conosa Cavalier-Smith, 1998 (≒ Evosea) - 動菌下門 Mycetozoa Cavalier-Smith, 1998 (真正動菌 Eumycetozoa) - ツノホコリ綱 Ceratiomyxea D. Hawksworth, B. Sutton, G.C. Ainsworth, 2019 [Ceratiomyxomycetes] - ツノホコリ目 Ceratiomyxida G.W. Martin ex M.L. Farr & Alexopoulos, 1977 [Ceratiomyxales] (= プロトスポランギウム目 Protosporangiida Cavalier-Smith, 2016) - ツノホコリ科 Ceratiomyxidae J. Schröter, 1889 [Ceratiomyxaceae] - ツノホコリ属 (ツノホコリカビ属) Ceratiomyxa J. Schröter, 1889 - ツノホコリ Ceratiomyxa fruticulosa (O.F. Müller) T. Macbride, 1899 子実体はふつう高さ 1–2 mm ほどであるが、10 mm に達することもある。まばらに分枝するものが最もふつうであるが、円柱状で分枝しないエダナシツノホコリ (var. descendens Emoto, 1933)、円柱の先端が放射状に分枝したカンボクツノホコリ (var. arbuscula (Berkeley & Broome) Nannenga-Bremekamp, 1975)、樹状に細かく分枝したナミウチツノホコリ (var. flexuosa (Lister) G. Lister, 1911)、ハチの巣状のタマツノホコリ (var. porioides (Albertini & Schweinitz) G. Lister, 1911) などの変種がある。ふつう白色であるが、黄色や桃色、青色のものもいる。胞子は透明、楕円形〜亜球形、5–9 x 8–14 µm。胞子の柄は長さ 7–20 µm。世界的な広域分布種である。 - Ceratiomyxa sphaerosperma Boedijn, 1927 子実体は白色、柄の先端から多数の枝が放射状に密生し、高さ 1.0-1.5 mm (#ギャラリー参照)。胞子は透明、球形〜亜球形、直径 6–11 µm。子実体の枝の先端では胞子の柄が長い (30-40 µm)。 - Ceratiomyxa morchella Weldon, 1954 子実体は白色、しわのある亜球形、柄ありまたはほぼ無柄、高さ 1.0-1.5 mm (#ギャラリー参照)。胞子は透明、楕円形、5-6 x 9-10 µm。 - Ceratiomyxa hemisphaerica Olive & Stoianovitch, 1979 子実体は微小で半球状 (直径 100–230 µm)、数十〜100本ほどの長い柄が生じ、その先端に1個ずつ胞子をつける。 - プロトスポランギウム科 Protosporangiidae Cavalier-Smith, 2016 - Clastostelium L.S. Olive & Stoianovitch, 1977 - Clastostelium recurvatum L.S. Olive & Stoianovitch, 1977 柄は短く、大きく湾曲し、基部は細い。柄が破裂することで胞子を射出する (ふつう午前中のうちに射出される)。胞子は2個、半球形 (2個で球形)。植物体上の枯死体や生木の樹皮上で見つかるが、比較的稀 (熱帯域の方が多い)。 - Protosporangium L.S. Olive & Stoian., 1972 - Protosporangium articulatum L.S. Olive & Stoianovitch, 1972 柄は非常に長く、屈曲しており、先端付近に関節がある (しばしばこの部分で切れる)。胞子はほぼ球形、ふつう2個、ときに4個、まれに1個。ふつう生木の樹皮上で見つかる。属内では最もふつう。 - Protosporangium bisporum L.S. Olive & Stoianovitch, 1972 柄は非常に長く、曲がりくねっているが、鋭角に折れることはない。胞子はほぼ球形、2または4個。生木の樹皮上で見つかるが、稀。 - Protosporangium conicum W.E. Bennett, 1986 柄は長いが同属他種の半分ほどであり、やや屈曲する。胞子は4個、柄に接している最下部の胞子は倒円筒形、他の3個は球形。生木の樹皮上で見つかる。 - Protosporangium fragil L.S. Olive & Stoianovitch, 1972 柄は非常に長く (原生粘菌で最も長い)、屈曲しており、しばしば互いに絡まる。胞子はふつう4個であり、これが密接して球形や四面体となる。ふつう生木の樹皮上に見つかるが比較的稀。 |

## ギャラリー

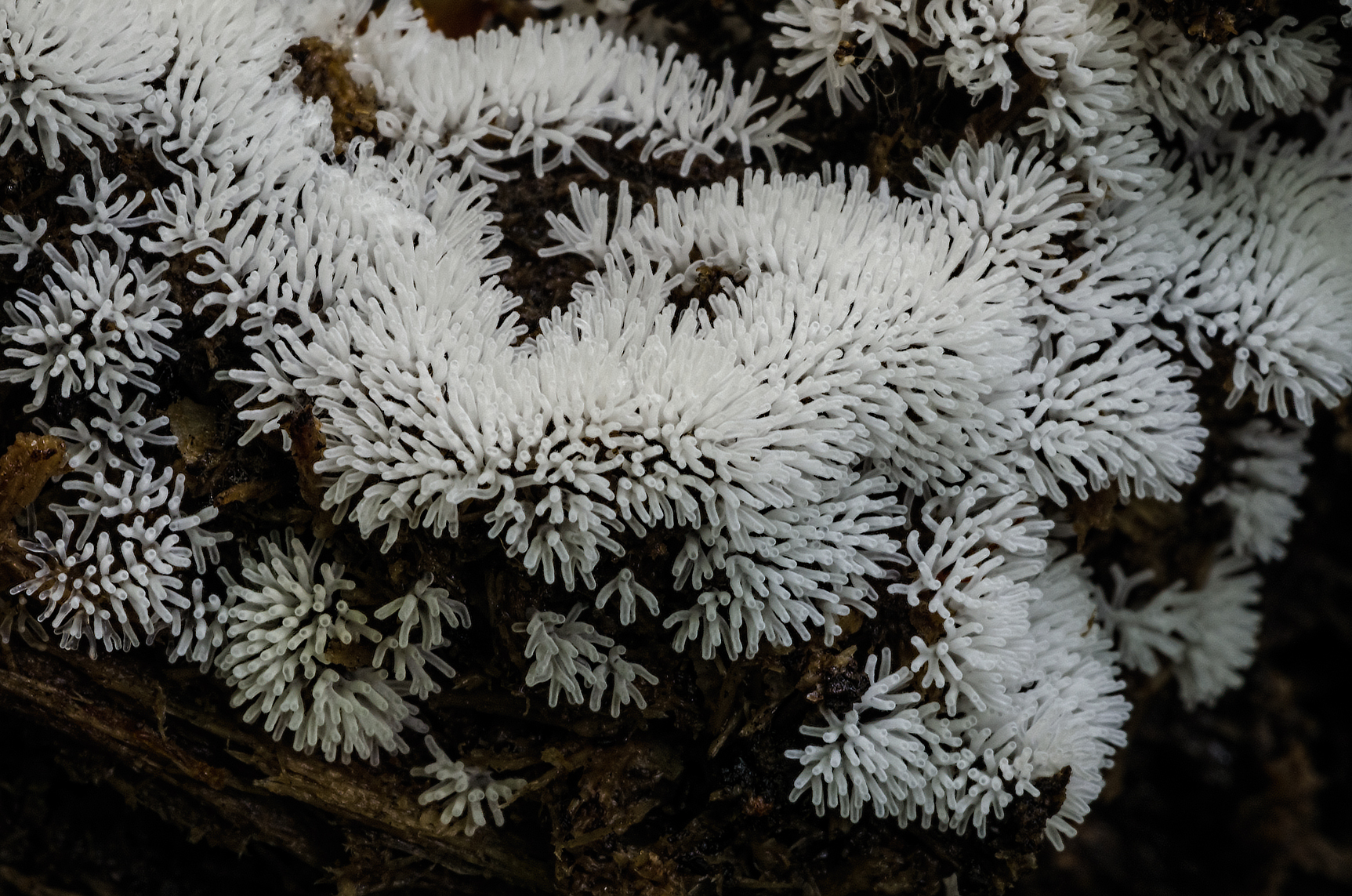
ツノホコリの子実体
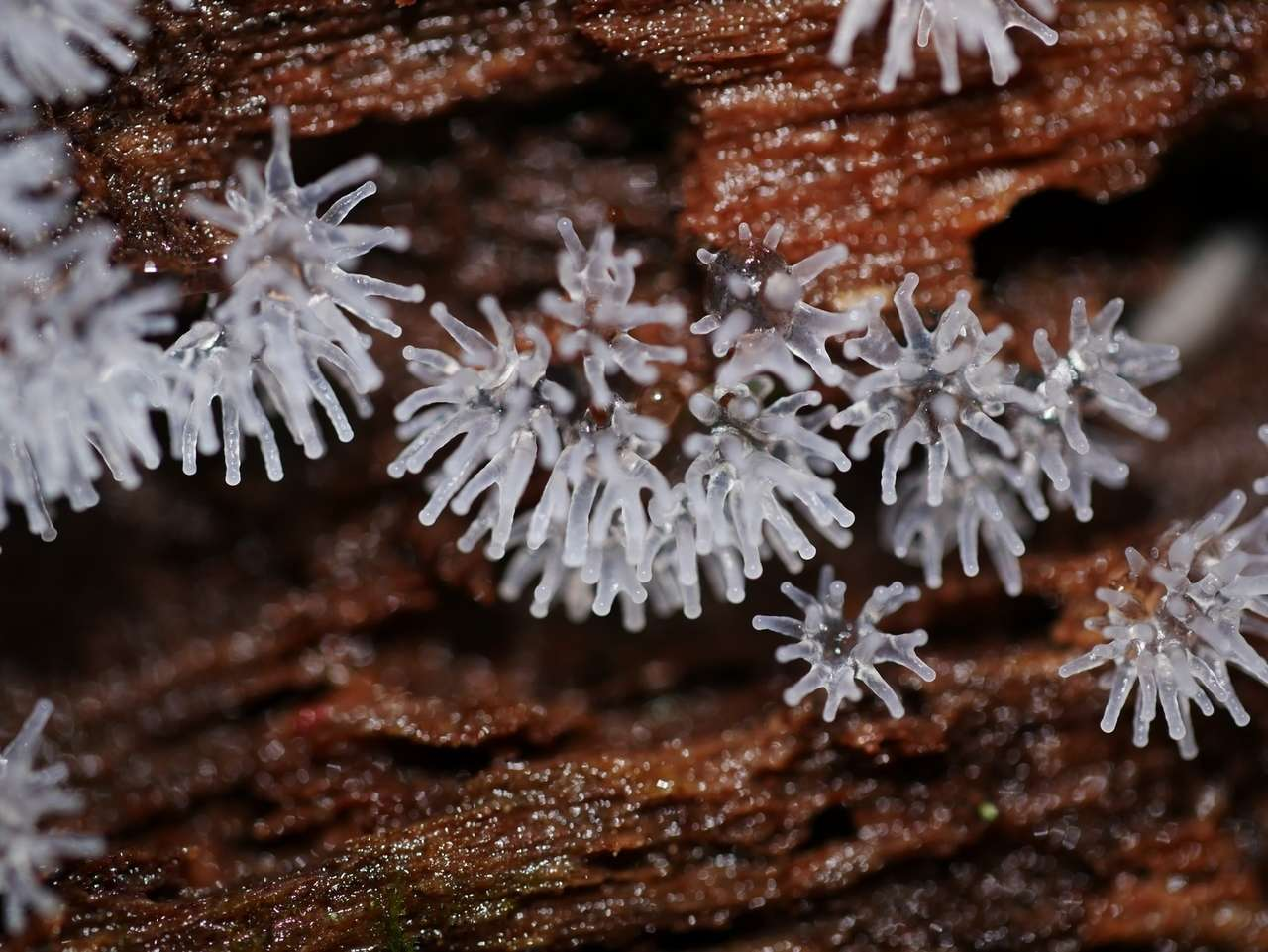
ツノホコリの未成熟子実体
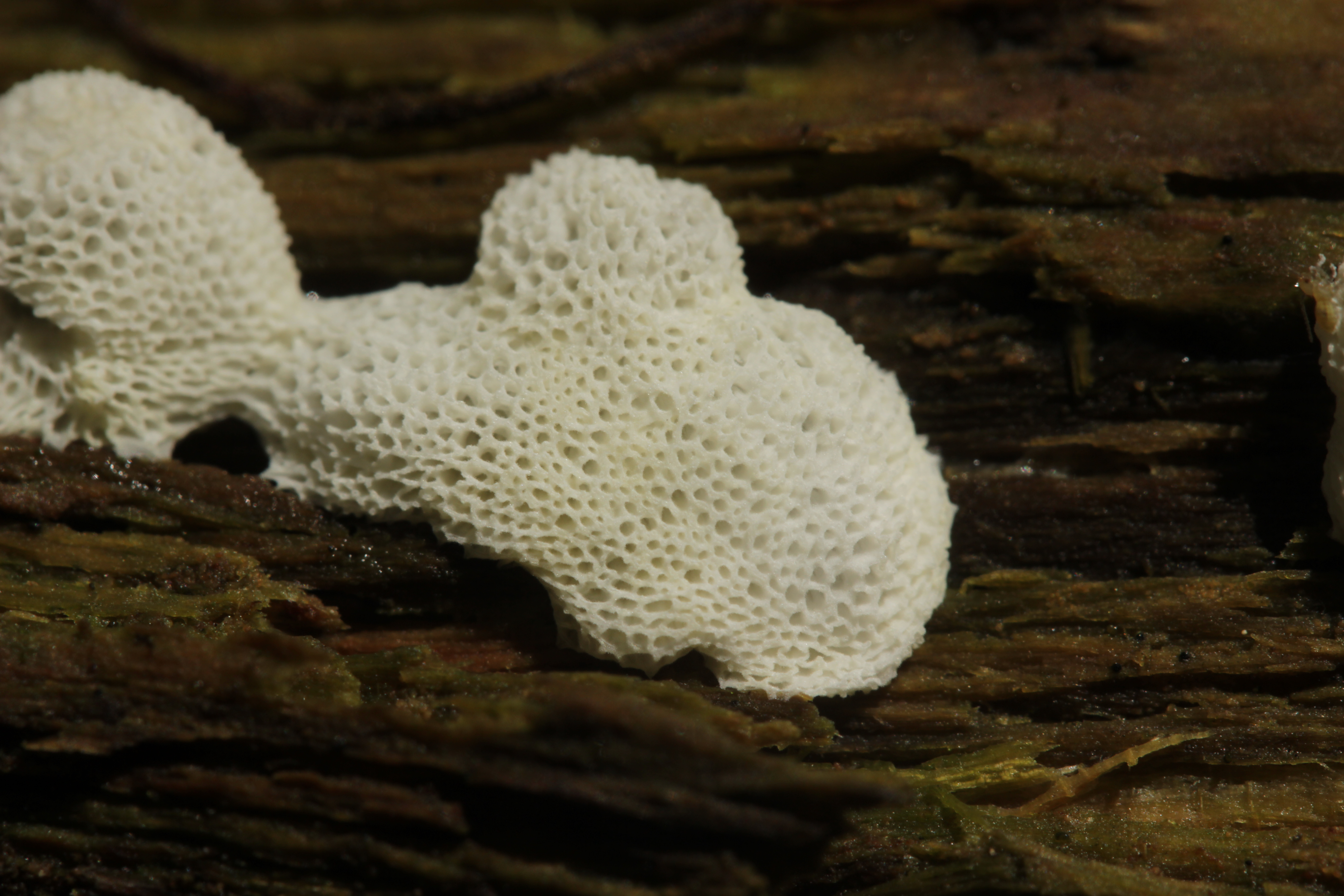
ツノホコリ (タマツノホコリ) の子実体
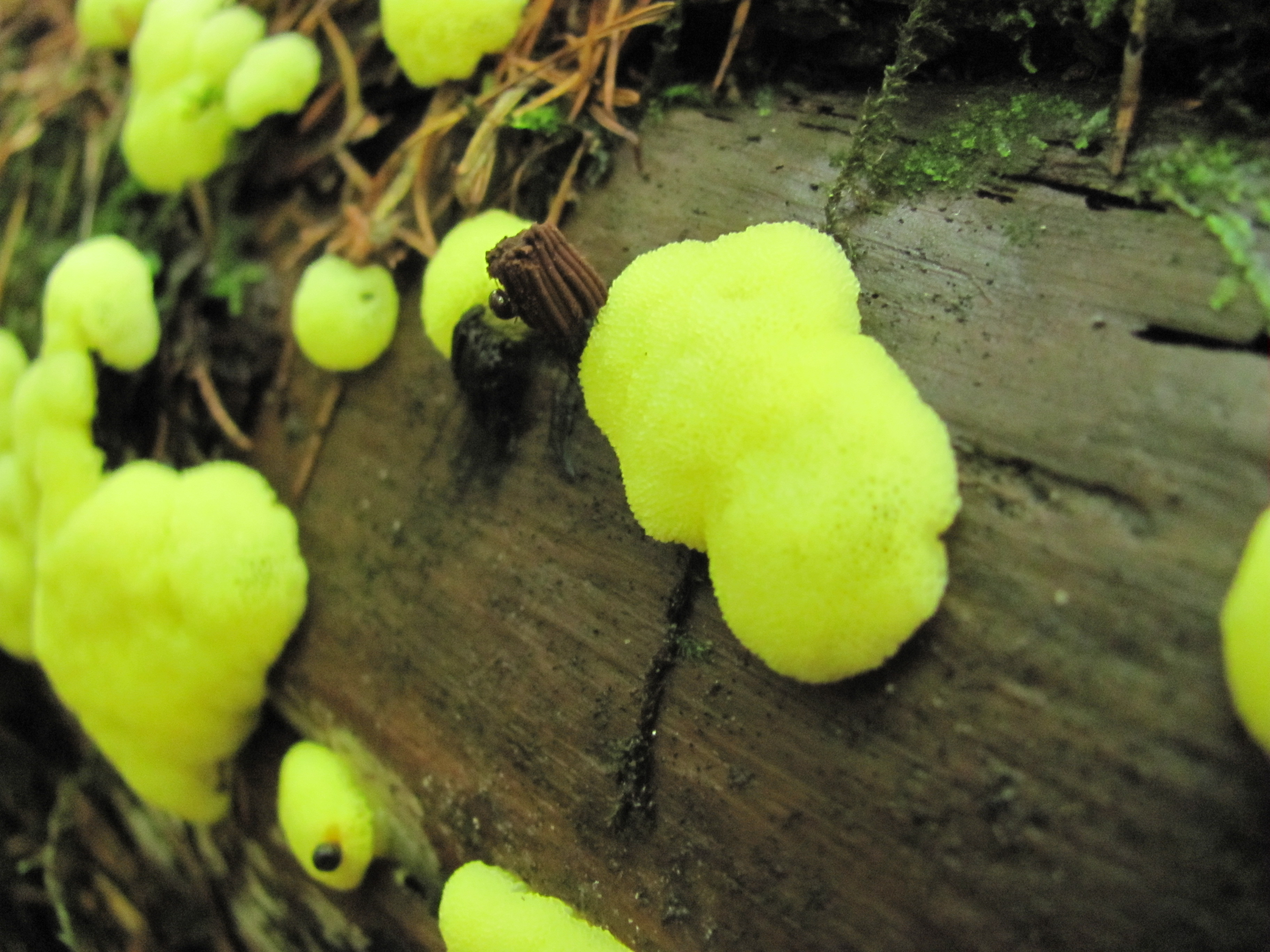
ツノホコリ (キイロタマツノホコリ) の子実体
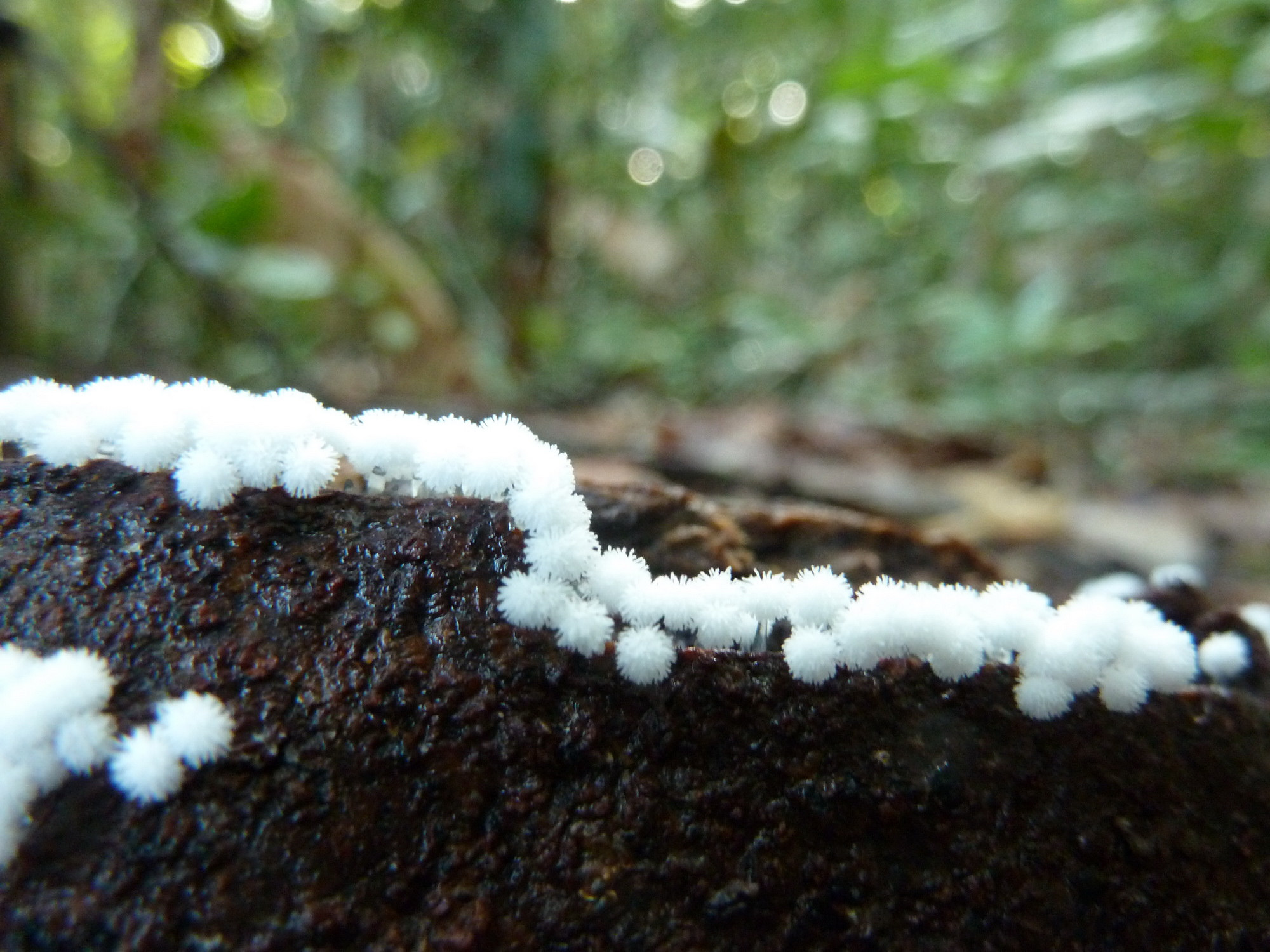
Ceratiomyxa sphaerosperma の子実体
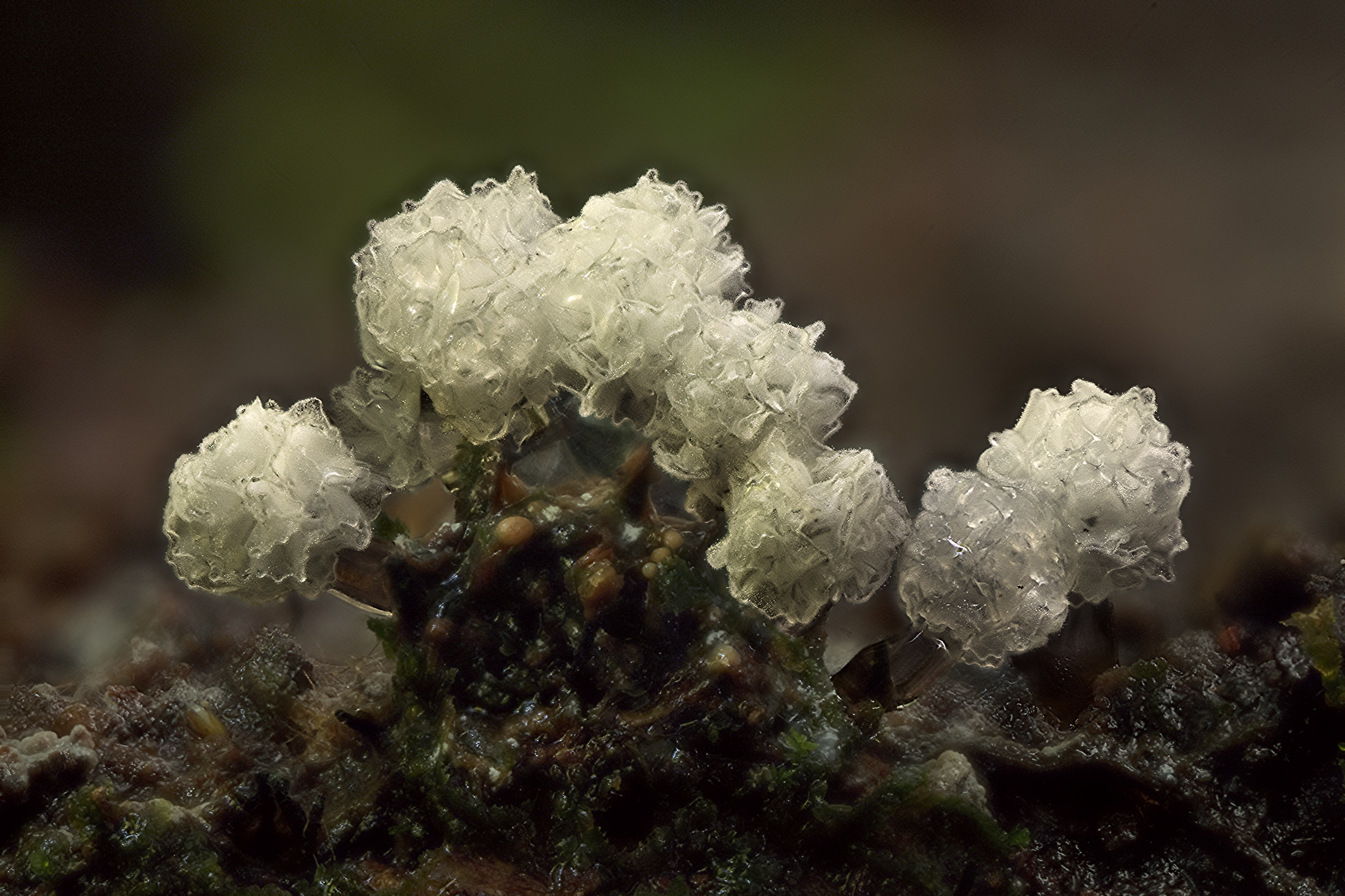
Ceratiomyxa morchella の子実体